# Топуско
Топуско — община с центром в одноимённом посёлке в центральной части Хорватии, в Сисацко-Мославинской жупании.
Население общины 2985 человек (2011), население посёлка — 945 человек. В состав общины кроме административного центра входят ещё 15 деревень.
По переписи 1991 63,89 % населения посёлка составляли сербы. Во время войны в Хорватии Вргинмост входили в состав самопровозглашённой Республики Сербская Краина. После войны большинство сербов бежало из посёлка, позднее некоторое количество вернулось.

## Достопримечательности
- Памятник восстанию людей Кордун и Бания

## Известные уроженцы
- Джозеф Шлессингер — израильский и американский учёный